# 菲亚斯特拉
菲亚斯特拉（義大利語：Fiastra），是意大利马尔凯大区马切拉塔省的一个市镇。总面积57平方公里，人口579人，人口密度10.2人/平方公里（2009年）。ISTAT代码为043017。
2017年1月1日，原阿夸卡尼纳市镇并入菲亚斯特拉市镇。